# Ахеру
Ахеру (ест. Aheru järv) — прісноводне озеро на півдні Естонії в повіті Валгамаа у волості Тахева. Площа становить близько 2,34 км². Висота над рівнем моря 69,3 м. Середня глибина 3,4 м, найбільша — 7,4 м. Об'єм озера — 7 956 тис. м³.
В озері водяться лящ, судак, щука, окунь, плотва та лин.